# Crocidura nigeriae
Crocidura nigeriae is een zoogdier uit de familie van de spitsmuizen (Soricidae). De wetenschappelijke naam van de soort werd voor het eerst geldig gepubliceerd door Dollman in 1915.